# Africada no sibilante dental sonora
La africada no sibilante dental sonora es un tipo de sonido consonántico utilizado en algunos idiomas hablados . Los símbolos del Alfabeto Fonético Internacional que representan este sonido son ⟨ d͡ð ⟩ , ⟨ d͜ð ⟩ , ⟨ d̪͡ð ⟩ y ⟨ d̟͡ð ⟩ . El sonido es un alófono frecuente de / ð / .

## Características
•Su forma de articulación es africada , lo que significa que se produce primero deteniendo el flujo de aire por completo y luego permitiendo que el aire fluya a través de un canal estrecho en el lugar de la articulación, lo que provoca turbulencia.
•Su lugar de articulación es dental , lo que significa que se articula con la punta o la lámina de la lengua en los dientes superiores , denominados apical y laminal respectivamente .
•Su fonación es sonora, lo que significa que las cuerdas vocales vibran durante la articulación.
•Es una consonante oral , lo que significa que el aire solo puede escapar por la boca.
•Es una consonante central , lo que significa que se produce al dirigir la corriente de aire a lo largo del centro de la lengua, en lugar de hacia los lados.
•El mecanismo de la corriente de aire es pulmonar , lo que significa que se articula empujando el aire únicamente con los músculos intercostales y el diafragma , como en la mayoría de los sonidos.

## Ocurrencia
| idioma  | idioma        | Palabra | AFI       | Significado | Notas                                                                                     |
| ------- | ------------- | ------- | --------- | ----------- | ----------------------------------------------------------------------------------------- |
| Birmano | Birmano       | အညာသား     | [ʔəɲàd̪͡ðá] | 'grandioso' | Realizado comúnmente como ð.                                                              |
| inglés  | Dublin        | they    | [d̪͡ðeɪ̯]    | 'ellos'     | Corresponde a ð en otros dialectos; puede ser una d̪.                                      |
| inglés  | Nueva York    | they    | [d̪͡ðeɪ̯]    | 'ellos'     | Corresponde a ð en otros dialectos, puede ser una parada d̪ o una fricativa ð como cambio. |
| inglés  | Nueva Zelanda | they    | [d̪͡ðæe̯]    | 'ellos'     | Posible realización con una ð.                                                            |